# Хасимото
Хасимо́то (яп. 橋本市 Хасимото-си) — город в префектуре Вакаяма, Япония. Площадь города составляет 130,31 км², население — 64 201 человек (1 августа 2014), плотность населения — 492,68 чел./км².
Город связан железнодорожной веткой с Нарой, Вакаямой, Осакой и Коя-сан.

## История
- Город был основан 1 января 1955.
- 1 марта 2006 к Хасимото был присоединён также город Коягути.
- Город-побратим — Ронерт-Парк (Калифорния, Соединённые Штаты Америки)[3].